# Distretto di San Juan de Iris
Il distretto di San Juan de Iris è uno dei trentadue distretti della provincia di Huarochirí, in Perù. Si trova nella regione di Lima e si estende su una superficie di 124,31 chilometri quadrati.
Istituito il 24 luglio 1964, ha per capitale la città di San Juan de Iris.